# (5638) Déicoon
(5638) Déicoon, désignation internationale (5638) Deikoon, est un astéroïde troyen jovien.

## Description
(5638) Déicoon est un astéroïde troyen jovien, camp troyen, c'est-à-dire situé au point de Lagrange L5 du système Soleil-Jupiter. Il présente une orbite caractérisée par un demi-grand axe de 5,257 UA, une excentricité de 0,106 et une inclinaison de 10,9° par rapport à l'écliptique.
Il est nommé en référence au personnage de la mythologie grecque Déicoon, acteur du conflit légendaire de la guerre de Troie.

## Compléments